# 硝酸鹽試驗
硝酸鹽試驗（英語：Nitrate test）指的是用於確定溶液中是否存在硝酸根離子的化學測試。由於幾乎所有的硝酸鹽都可溶於水；因此與其他陰離子的測試相比，通過濕法測試硝酸鹽較為困難。相反，許多常見離子能產生不溶性鹽，例如鹵素與銀沉澱，硫酸鹽與鋇沉澱。
硝酸根離子是一種氧化劑，而針對硝酸根的許多測試大都是基於其氧化性。然而，分析物中存在的其他氧化劑可能會干擾測試，並產生錯誤的結果。

## 棕色環試驗

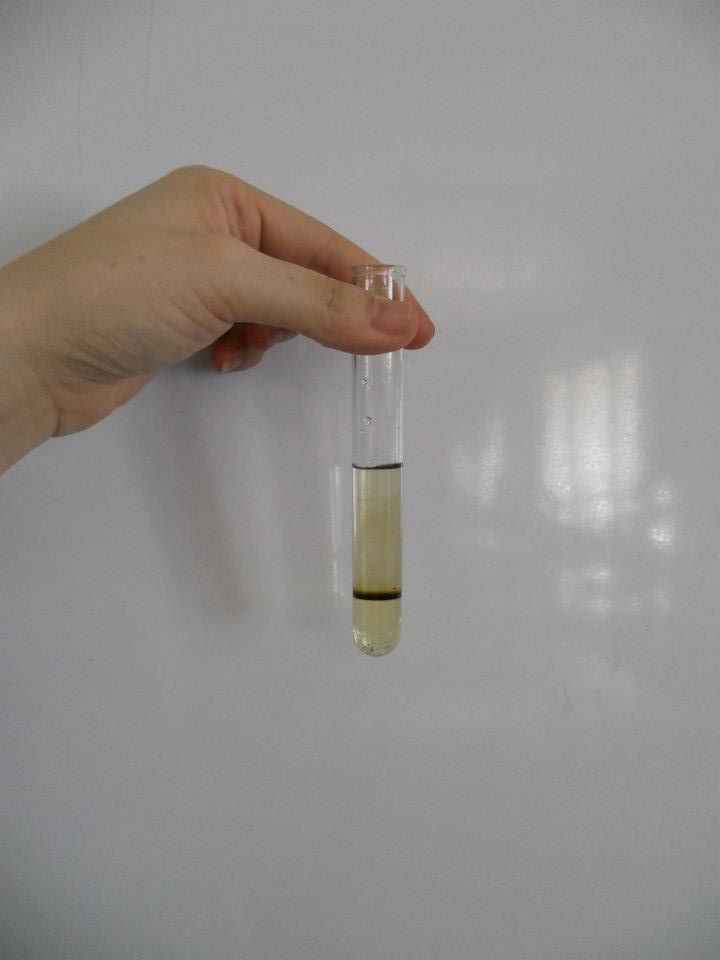
以棕色環試驗檢驗硝酸根離子的存在

棕色環試驗可用於檢驗硝酸根離子。檢驗程序為：向含硝酸根離子的溶液投入硫酸亞鐵溶液，然後緩慢加入濃硫酸，使硫酸保持在水溶液下方，不互相混溶。如兩層液體之間的接觸面形成棕色環，則結果為陽性。惟請注意，若溶液同時含有亞硝酸根離子，檢驗結果會受其所干擾。
本反應機理為亞鐵離子對硝酸根起還原作用，生成一氧化氮，而自身被氧化成三價鐵離子。餘下的亞鐵離子與反應生成的一氧化氮形成硝基絡合物，其中一氧化氮再被還原成為NO-。
2HNO3+ 3H2SO4 + 6FeSO4 → 3Fe2(SO4)3 + 2NO + 4H2O
[Fe(H2O)6]SO4 + NO =    [Fe(H2O)5(NO)]SO4+ H2O
該試驗敏感度為2.5微克；可接受的最低濃度為25,000分之一。

## Devarda試驗
Devarda合金是鋁（佔44%至46%）、銅（佔49%至51%）及鋅（佔4%至6%）的合金，在化學反應中可作為還原劑。Devarda合金在含硝酸根離子的氫氧化鈉溶液反應，釋放氨氣。氨氣可以通過其特有異味檢驗出來，亦可使濕潤的紅色石蕊試紙變藍，表明它是鹼性氣體。
3 NO−
3 +8Al+5 OH−
 +18 H
2O →3 NH
3 +8 [Al(OH)
4]−

在本試驗中，鋁與硝酸根離子起氧化還原反應，產生氨。氨可以使用奈斯勒试剂鉴定之。

## 二苯胺試驗
二苯胺可檢測溶液中硝酸根離子的存在。該試驗需要使用二苯胺和氯化銨在硫酸中的溶液。如受試溶液含有硝酸鹽，則二苯胺可被氧化，並使溶液呈現藍色。該試驗同時可測試有機硝酸酯，可用於槍擊殘留試劑中以檢驗殘留的硝化甘油及硝化纖維。 

## 銅屑試驗
藉把受試溶液與銅屑和濃硫酸共熱，可以簡便地檢驗溶液中硝酸根離子的存在。如刺鼻棕色氣體產出，而該氣體能使濕潤藍色石蕊試紙變紅，則表示試驗結果為陽性。
在本反應中，硫酸與硝酸根離子反應形成硝酸，然後硝酸與銅屑反應形成一氧化氮。一氧化氮其後再被氧化成二氧化氮，呈棕色。
Cu + 4 HNO3 → Cu(NO3)2 + 2 NO2 + 2 H2O

## 外部連結
YouTube上的硝酸鹽試驗示範（英文）